# Pelayo
Pelagius af Asturien eller på (spansk: Don Pelayo (ca. 685 – 737) var en visisgotisk adelig, der grundlagde Kongeriget Asturien, som han regerede fra 718 til sin død. Han tillægges æren for at have indledt den kristne generobring af Spanien fra maurerne ved sin sejr i Slaget ved Covadonga. Han skabte en uafhængig kristen stat i oprør imod det mauriske styre, men der findes hverken beviser på, at han ville genoplive det tidligere visigotiske rige eller var drevet af noget religiøst sigte.

## Ophav
Pelagius var som nævnt en visigotisk adelsmand og søn af Fafila. Chronica Albeldensis slår fast, at Fafila var den dux af Gallaecia (Galicien), som blev dræbt af kongesønnen Wittiza. Alfonso IIIs krønike kalder Pelagius sønnesøn af Chindasuinth og nævner, at hans far blev blindet i Córdoba, igen efter ordre fra Wittiza. Wittiza siges også at have drevet Pelagius i landflygtighed fra Toledo, da han blev visigotisk konge i 702. Alt dette er dog kun kendt fra senere tiders overlevering.

## Baggrunden for Pelagius' oprør
Ifølge den sene overlevering blev Munuza, den mauriske guvernør over Iegione (enten det nuværende Gijón eller León) tiltrukket af Pelagius' søster og sendte bud til Tariq ibn Ziyad, som beordrede ham til at fængsle Pelagius og sende ham til Córdoba. Når Gijón eller León nævnes som Munuzas regeringsby, er det et bevis på, at araberne havde magten i Asturien, og at Pelagius derfor ikke kan have været leder af en lokal modstand mod den mauriske erobring. Det er mere sandsynligt, at Pelagius kan have fundet sig til rette med den mauriske elite, sådan at han fik lov til at regere sit lokalområde på samme vilkår som under visigoterne. Dette system vides at have eksisteret mellem de arabiske herskere og visigotiske adelige andre steder, som det bl.a. var tilfældet med Theudimer.

## Kampen ved Covadonga
På et eller andet tidspunkt har Pelagius gjort oprør, men hans grunde kendes ikke, og den slags oprør fra lokale ledere mod deres herrer var en gentagen begivenhed i det visigotiske Spanien. Man sendte en hærstyrke under ledelse af Alkama og Oppa, den kristne biskop af Sevilla, ud mod Pelagius. Det accepteres bredt, at Alkama var general, og at der var en biskop af Sevilla ved navn Oppa med på krigstogtet. Kampen stod nær ved Covadonga (in monte Auseva eller in monte Libana), hvor Alkama blev dræbt og Oppa taget til fange. De mauriske krøniker beskriver i deres omtale af begivenhederne Pelagius og hans lille styrke som as "tredive vilde æsler". Slaget tidsfæstes normalt til 718 eller 719, dvs. mellem guvernørerne al-Hurrs og as-Shams regeringsperioder, selv om nogle har dateret det så sent som 722 og Chronica Albeldensia fejldaterer det til 740'erne.

## "Princeps" (konge) over asturerne
Da de lokale stormænd havde valgt ham til princeps (fyrste, høvding) over asturerne efter visigoternes tradition, valgte Pelagius Cangas de Onís som sin hovedstad. Chronica Rotensis siger om valget:
Og på vej til sit bjergrige samlede han [Pelagius], alle dem, som skulle deltage i rådets møde, og besteg et stort bjerg, som hedder Assevva. Han gav sine ordrer til alle asturerne, som samledes i rådet og valgte Pelagius som deres princeps.
Hans kongerige, som først havde sin kerne i det østlige Asturien, voksede snart. Han bortgiftede sin datter, Ermesinda, til sin nabo mod øst, Peter af Cantabrien. Pelagius regerede i atten eller nitten år til sin død i 737. Han blev efterfulgt af sin søn, Fafila. Han blev først begravet i kirken Santa Eulalia de Abamia, der ligger i nærheden af landsbyen Corao, nær Cangas de Onís. Kong Alfonso X af Castilien lod hans rester overføre til den hellige grav i Covadonga sammen med resterne af hans hustru, Gaudiosa, og hans søster.